# Johan Nicolaas Valkhoff
Johan Nicolaas Valkhoff (* 16. Februar 1834 in Rotterdam; † 24. Juli 1900 in Arnhem) war ein niederländischer Romanist, Fremdsprachendidaktiker und Lexikograf.

## Leben und Werk
Valkhoff war Gymnasiallehrer für Französisch, Englisch und Deutsch. Er unterrichtete zuerst in Breda und Heerenveen. 1875 wurde er Schulrat und stieg auf zum Oberschulrat in Friesland, ab 1890 in der Schulprovinz Arnhem. Er publizierte zahlreiche Schulschriften zu den drei genannten Fremdsprachen, vor allem ein französisch-niederländisches Wörterbuch, das nach seinem Tod durch seinen Sohn in zweiter Auflage bearbeitet wurde.
Johan Nicolaas Valkhoff war der Vater von Pieter Valkhoff und der Großvater von Marius François Valkhoff.

## Werke
- Nouveau dictionnaire français-néerlandais et néerlandais-français, Groningen 1886, 1899 (786 Seiten); 2. Auflage, bearb. von Pieter Valkhoff, Groningen 1902–1904